# Amarantwantsen
De amarantwantsen (Piesmatidae) vormen een familie uit de orde der halfvleugeligen (Hemiptera). De familie werd voor het eerst wetenschappelijk beschreven door Amyot & Serville in 1843.

## Kenmerken
De amarantwantsen vormen een zeer kleine familie met in Nederland en België slechts twee genera, Parapiesma en Piesma. De wantsen zijn meestal gebonden een aan specifieke waardplant uit de amarantenfamilie (Amaranthaceae). Door de netachtige aderstructuur op de vleugels lijken ze op het eerste oog op netwantsen (Tingidae), die hebben echter ocelli en een verlengd halsschild dat het scutellum volledig bedekt zodat het niet zichtbaar is.

## Taxonomie
De familie bestaat uit tien genera waarvan er twee alleen bekend zijn van fossielen:
- Afropiesma Pericart, 1974
- Mcateella Drake, 1924
- Miespa Drake, 1948
- Parapiesma Pericart, 1974
- Piesma Lepelitier & Serville, 1825
- Psammium Breddin In Schumacher, 1913
- Saxicoris Slater, 1970
- Sympeplus Bergroth, 1921
- † Eopiesma Nel, Waller & De Ploeg, 2004
- † Heissiana Popov, 2001

## In Nederland waargenomen soorten
- Genus: Parapiesma
  - Parapiesma quadratum
  - Parapiesma salsolae
- Genus: Piesma
  - Piesma maculatum